# Spoorlijn 167 (België)
Spoorlijn 167 is een Belgische spoorlijn tussen Autelbas en Athus. De lijn liep tot 1994 door richting Mont-Saint-Martin in Frankrijk.

## Geschiedenis
De lijn tussen Autelbas (bij Aarlen) en Athus ging open op 13 januari 1862. Het baanvak van Athus naar de Franse grens (Mont-Saint-Martin) opende op 10 januari 1863. De lijn was oorspronkelijk enkelspoor, maar werd tussen 1876 en 1884 geheel dubbelspoor. Het personenvervoer tussen Athus en Mont Saint-Martin stopte op 27 september 1970. Op het traject Aarlen - Athus had de reizigersdienst op 29 mei 1988 haar laatste dag. De gehele lijn bleef in dienst voor goederenverkeer.
Het baanvak Athus - Mont-Saint-Martin werd in 1988 teruggebracht naar enkelspoor en geëlektrificeerd. Op 26 september 1993 is het buiten dienst gesteld, vanwege de aanleg van een nieuwe verbindingslijn vanaf Aubange aan spoorlijn 165 naar Rodange: spoorlijn 165/1. In 1994 is het traject opgebroken.
In 2004 is het tracé tussen Mont-Saint-Martin grens en Aubange hergebruikt en geëlektrificeerd als directe verbinding tussen de Athus - Maas lijn en Longwy (spoorlijn 165/2).
Het tracé Autelbas–Athus is geëlektrificeerd sinds 15 december 2002. In de buurt van Messancy bevindt zich een spanningssluis; ten noorden daarvan wordt 3 kV gelijkspanning gebruikt, ten zuiden 25 kV wisselspanning. Op 10 december 2006 werd opnieuw reizigersverkeer ingevoerd op het baanvak Aarlen–Athus. Sinds 2020 is het volledige traject geëlektrificeerd met 25 kV wisselspanning.

## Treindiensten
De NMBS en CFL verzorgen het personenvervoer met L en Piekuurtreinen.
| Serie              | Treinsoort           | Route                                                                                               | Bijzonderheden                                                           |
| ------------------ | -------------------- | --------------------------------------------------------------------------------------------------- | ------------------------------------------------------------------------ |
| L 4700RB 4700      | L-trein (NMBS / CFL) | Athus – Luxemburg                                                                                   | Halfuursdienst met RB 5000.                                              |
| L 5050RB 5000      | L-trein (NMBS / CFL) | Athus – Luxemburg                                                                                   | Halfuursdienst met RB 4700.                                              |
| L 5950             | L-trein (NMBS)       | Libramont – Bertrix – Virton – Aarlen                                                               |                                                                          |
| P 7620/8620RE 8600 | Piekuurtrein (NMBS)  | [ Luxemburg – Virton ] / [ [ Aarlen – Virton – ] / [ Dinant – ] Libramont – [ Ciney ] ]             | Een rechtstreekse trein Aarlen - Libramont. Een trein Libramont - Ciney. |
| P 7665/7665        | Piekuurtrein (NMBS)  | Libramont – [ Virton – ] / [ Marbehan – ] Aarlen                                                    | Rijdt alleen op werkdagen.                                               |
| P 7680/8680RE 8650 | Piekuurtrein (NMBS)  | [ Bertrix – Dinant ] / [ Libramont – [ Virton – ] / [ Marbehan – ] Aarlen ] / [ Athus – Luxemburg ] | Een trein Aarlen - Virton - Libramont. Een trein Athus - Luxemburg.      |

## Aansluitingen
In de volgende plaatsen is of was er een aansluiting op de volgende spoorlijnen:
Autelbas
Spoorlijn 162 tussen Namen en Sterpenich
Athus
Spoorlijn 165 tussen Libramont en Athus
Rodange grens
CFL 6g, spoorlijn tussen Pétange en Rodange
Mont-Saint-Martin grens
CFL 6h, spoorlijn tussen Pétange en Rodange
RFN 202 000, spoorlijn tussen Longuyon en Mont-Saint-Martin

## Lijn 171
De lijn Athus - Rodange (spoorlijn 171) behoort sinds november 2002 administratief tot lijn 167.